# Municipio de Salem (condado de Muskingum)
El municipio de Salem (en inglés: Salem Township) es un municipio ubicado en el condado de Muskingum en el estado estadounidense de Ohio. En el año 2010 tenía una población de 862 habitantes y una densidad poblacional de 13,2 personas por km².

## Geografía
El municipio de Salem se encuentra ubicado en las coordenadas 40°2′43″N 81°52′12″O / 40.04528, -81.87000. Según la Oficina del Censo de los Estados Unidos, el municipio tiene una superficie total de 65.33 km², de la cual 65,3 km² corresponden a tierra firme y (0,04 %) 0,03 km² es agua.

## Demografía
Según el censo de 2010, había 862 personas residiendo en el municipio de Salem. La densidad de población era de 13,2 hab./km². De los 862 habitantes, el municipio de Salem estaba compuesto por el 99,07 % blancos, el 0,35 % eran asiáticos y el 0,58 % eran de una mezcla de razas. Del total de la población el 0,12 % eran hispanos o latinos de cualquier raza.